# Три Лејкс (Вашингтон)
Три Лејкс (енгл. Three Lakes) насељено је место без административног статуса у америчкој савезној држави Вашингтон.

## Демографија
По попису из 2010. године број становника је 3.184, што је 692 (27,8%) становника више него 2000. године.
| Група             | 2000.         | 2010.         |
| Белци             | 2.362 (94,8%) | 2.945 (92,5%) |
| Афроамериканци    | 2 (0,1%)      | 10 (0,3%)     |
| Азијати           | 9 (0,4%)      | 38 (1,2%)     |
| Хиспаноамериканци | 46 (1,8%)     | 85 (2,7%)     |
| Укупно            | 2.492         | 3.184         |